# Лопухіни

Герб Лопухіних

Лопухіни — княжий та дворянський рід, що за переказами походить від легендарного касозького князя Редеді, нащадок якого, Василь Варфоломійович Лапоть, отримав прізвисько Лопуха та поклав початок роду Лопухіних.

## Опис герба
У щиті, що має срібне поле, зображений червоний грифон, обернений праворуч. Щит увінчаний звичайним дворянським шоломом з дворянською короною на ньому, на поверхні якої видно сім павичевих пір'їн. Намет на щиті блакитний і червоний, підбитий сріблом. Щит тримають два озброєні воїни, що тримають у руках по одному спису.
Герб внесений у Загальний гербовник дворянських родів Російської імперії, частина 3, 1-е відділення, стор. 8.

## Видатні представники роду

### УРосії

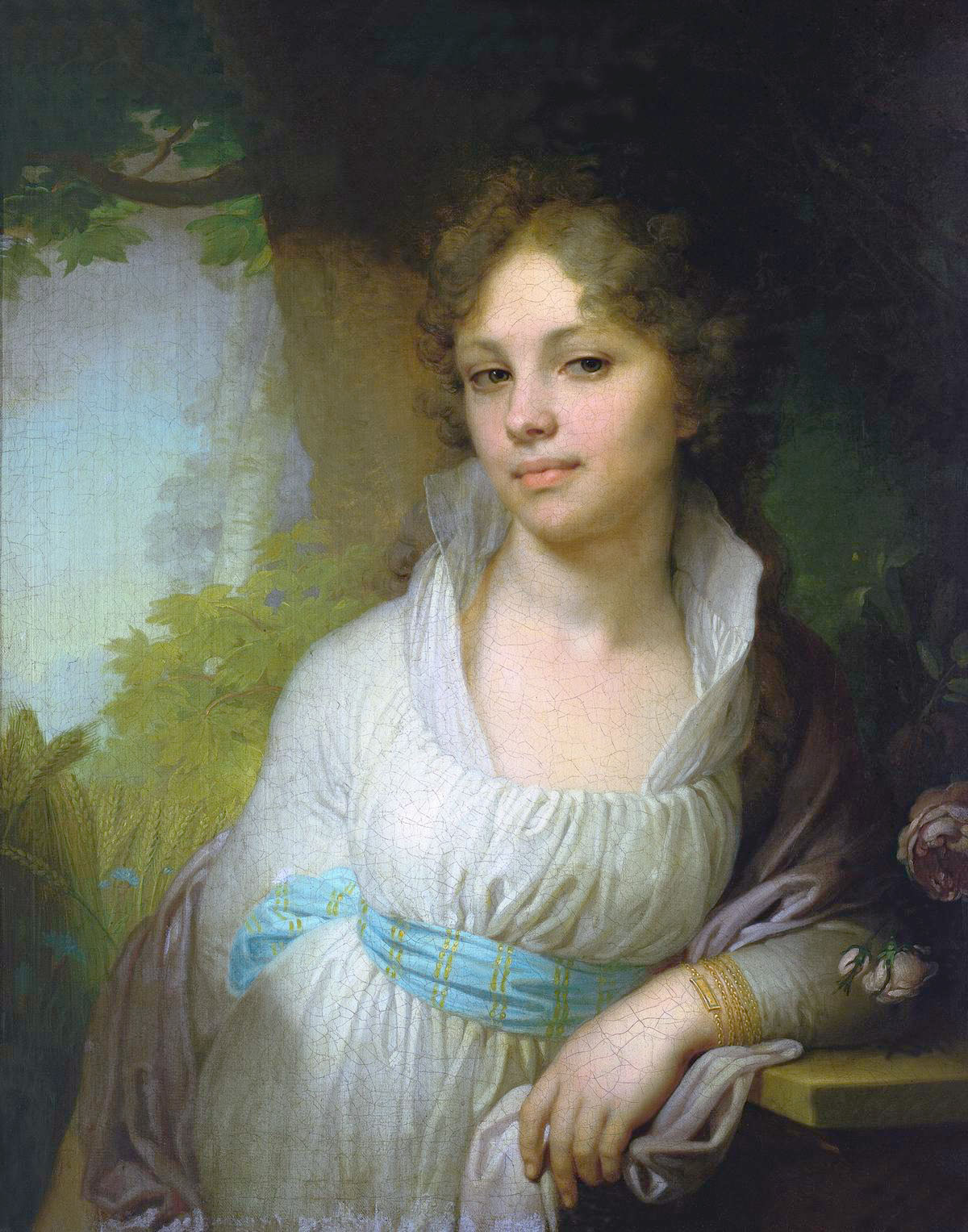
Портрет Марії Лопухіної пензля Володимира Боровиковського

- Микита Васильович (пом.1615) Стрілецький голова у Москві при Царях Івані Грозному та Федорі Івановичі. В 1584 році за службу отримав платню у вигляді 100 га землі, яку захопили після Битви над Ведрошею. Воєвода Володимирський в 1610 та 1614 роках, Боровський в 1615 році.
  - Молодший його син  Авраам  (пом.1685) — стольник та полковник і голова московських стрільців у 1649–1669 роках, один із керівників оборони Могильова у 1655 році. Учасник Конотопської битви 1659 року. В 1664 році спільно з козаками Київського полку тримав облогу Глухова. Згодом господарський розпорядник палацу. В 1672 році, з нагоди народження спадкоємця, був зарахований до думних дворян, третій після бояр та окольничих чин дворянства.
    - З синів Авраама Микитовича четверо були боярами, один з них, Федір, прозваний Ларіоном (пом.1713), був батьком Лопухіної Євдокії Федорівни, першої дружини Петра I .
      - Іларіон Дмитрович (пом.1671). Троюрідний брат цариці Євдокії. Служив царям протягом шістдесяти семи років. Почав службу при Царі Василі Шуйському, проявив хоробрість і мужність під час знаменитої облоги Москви польсько-литовськими військами, за що був обдарований помістям. У 1610 р. — поміщик, мав платню зі 100 га і 10 рублів. При Царі Михайлові Федоровичу — московський дворянин, голова московських стрільців. Був також «аташе» і послом в Угорщині (1630) і у Туреччині (1633). Царем Олексієм Михайловичем у 1649 р. був визначений у Посольський приказ і в 1651 р. скерований на переговори до гетьмана Б. Хмельницького з подарунками від царя. У 1653 р. призначений відати Посольським приказом, розробляв і брав участь у підписанні Березневих статей, куди з дипломатичними цілями їздив ще два рази, у 1657 і 1659 рр.(Переяславські статті (1659)). У 1654—1656 рр. у свиті Царя «славно і хоробро брав участь у походах на Литву і Польщу» і успішно провадив переговори з ними про мир, був послом у Полоцьку на переговорах з послом Священної Римської імперії. У 1658 р. за дорученням Царя Олексія Михайловича вів переговори з Патріархом Никоном у Воскресенському монастирі. У 1658-му і 1660 рр. він був думним дяком «без того, щоб ставити йому це в докір», — так сказано в указі про призначення. Цар Олексій Михайлович, як і його батько, цінував здібності Лопухіна, і був час, коли він працював одночасно в трьох приказах — Посольському, Казанського палацу, Новгородської чверті, був одним із царських уповноважених в Батурині. У 1667 р. Іларіон Дмитрович стає думним дворянином і другим суддею приказу Казанського палацу, та несе придворну службу. У 1662 р. за заслуги йому була дана грамота Царя про платню йому з безлічі помість і маєтків; відомий текст з його надгробка: «Помер цей шанований, працьовитий і справедливий чоловік, вірний Монарху слуга і патріот, думний дворянин Іларіон Дмитрович Лопухін в 7179 (1671)». Похований у Спасо-Андроніковому монастирі у Москві. Відспівування служив Патріарх. Дружина — Олена Ничипорівна Виповська.
      - Василь Абрамович (1711—1757) — російський воєначальник Семирічної війни, генерал-аншеф (1756). Загинув під час битви під Гросс-Єгерсдорфом. Племінник цариці Євдокії.

### Пов'язані з Україною
Лопухін Петро Васильович (нар.1753 — пом.6 квітня 1827) — державний діяч Російської імперії, великий князь. Користувався довірою Павла I і за службу в нагороду дістав окрім маєтків у Росії — посаду Корсунського старости в Україні, де осів у відомому палаці Станіслава Понятовського.
- Лопухін Павло Петрович[ru] (нар.3 травня 1788 — пом.23 лютого 1873) — учасник Франко-російської війни 1812 року та придушення Листопадового повстання. Перебудував у 1835–1840 роках відомий палац за проектом Я. Д. Ліндеся. Дружина (з 30 жовтня 1833 року) — Жанетта (Анна) Іванівна Алопеус, (пом.1869, до шлюбу баронеса фон Венкастерн, донька барона Ернста Якима фон Венкастерна з Ганновера та його дружини Маріанни Кароліни Бремер).
- Лопухіна Катерина Петрівна (нар.11 квітня 1783 — пом. 21 червня 1830). Чоловік — Григорій Олександрович Демидов (нар.10 лютого 1765 — пом.19 січня 1827).
  - Демидов Петро Григорович (нар.1753 — пом.6 квітня 1827)
    - Лопухін-Демидов Микола Петрович[ru](нар.15 квітня 1836 — пом.5 грудня 1910) — генерал-лейтенант з роду Демидових, учасник Російсько-турецької війни. Після смерті бездітного Павла Петровича Лопухіна Указом Сенату від 20 грудня 1865 року успадкував титул князя Лопухіна та садибу Лопухіних, де й помер.

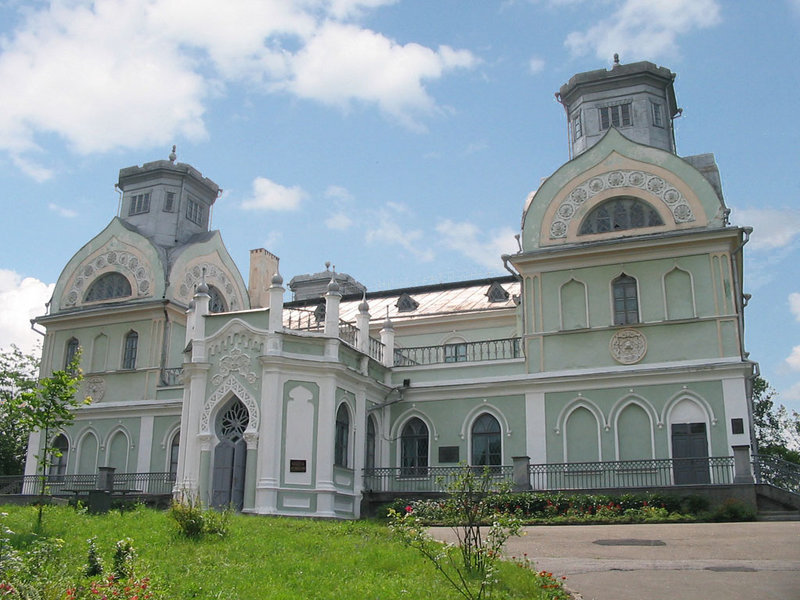
Сучасний вигляд садиби Лопухіних
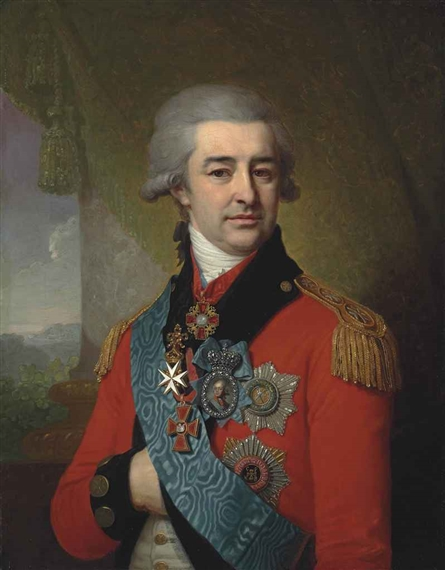
П.В.Лопухін
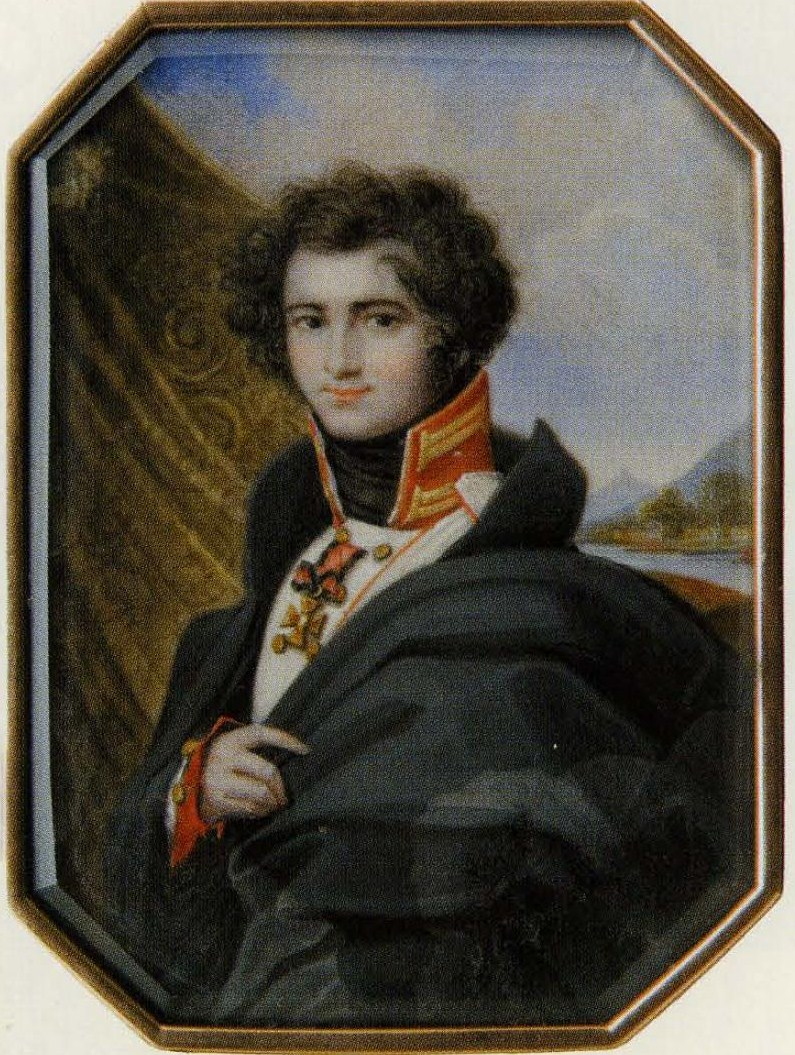
П.П.Лопухін
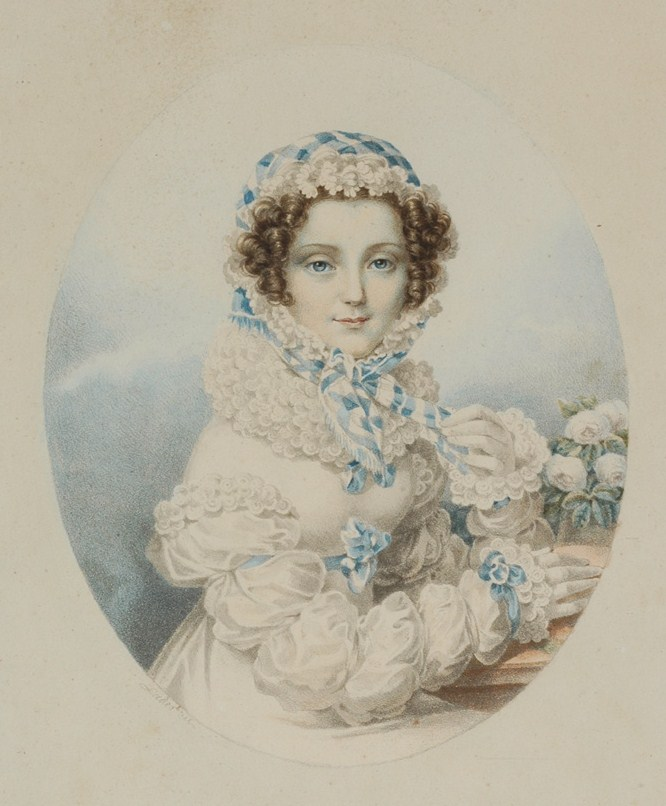
Ж.-А.І.Лопухіна
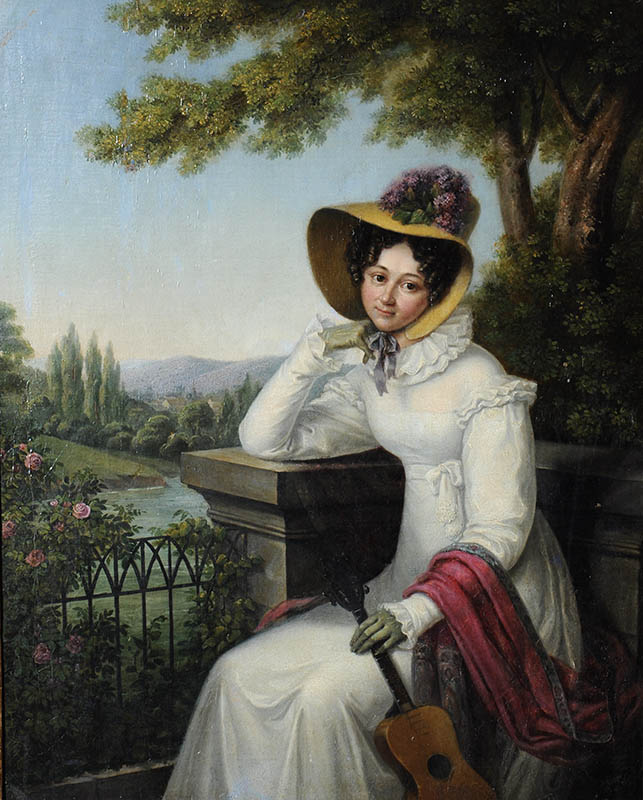
К.П.Демидова (Лопухіна)
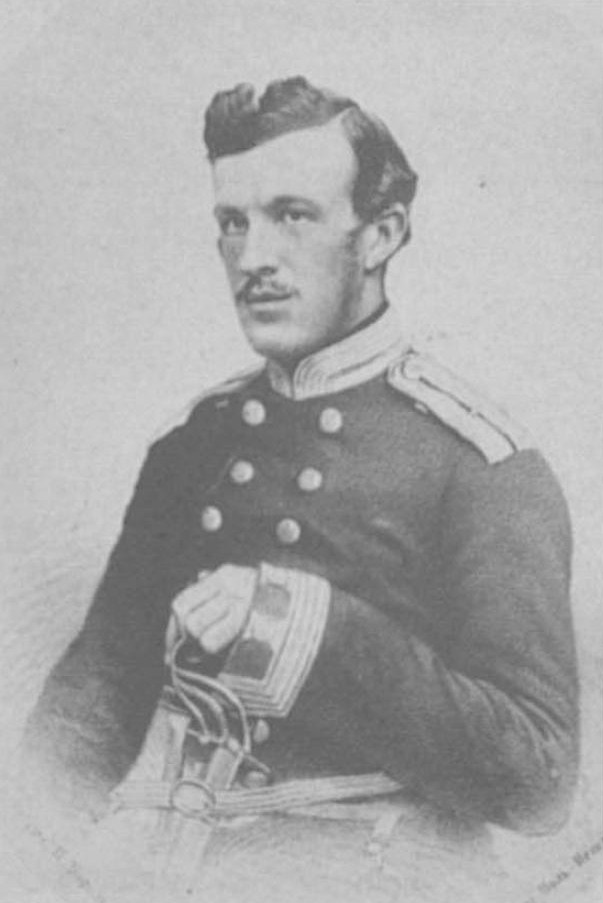
М.П.Лопухін-Демидов

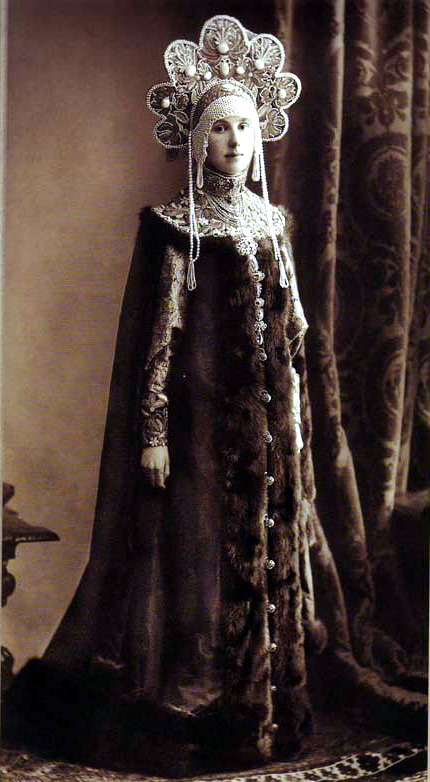
Марія Клейнміхель. Фото у весільному вбранні

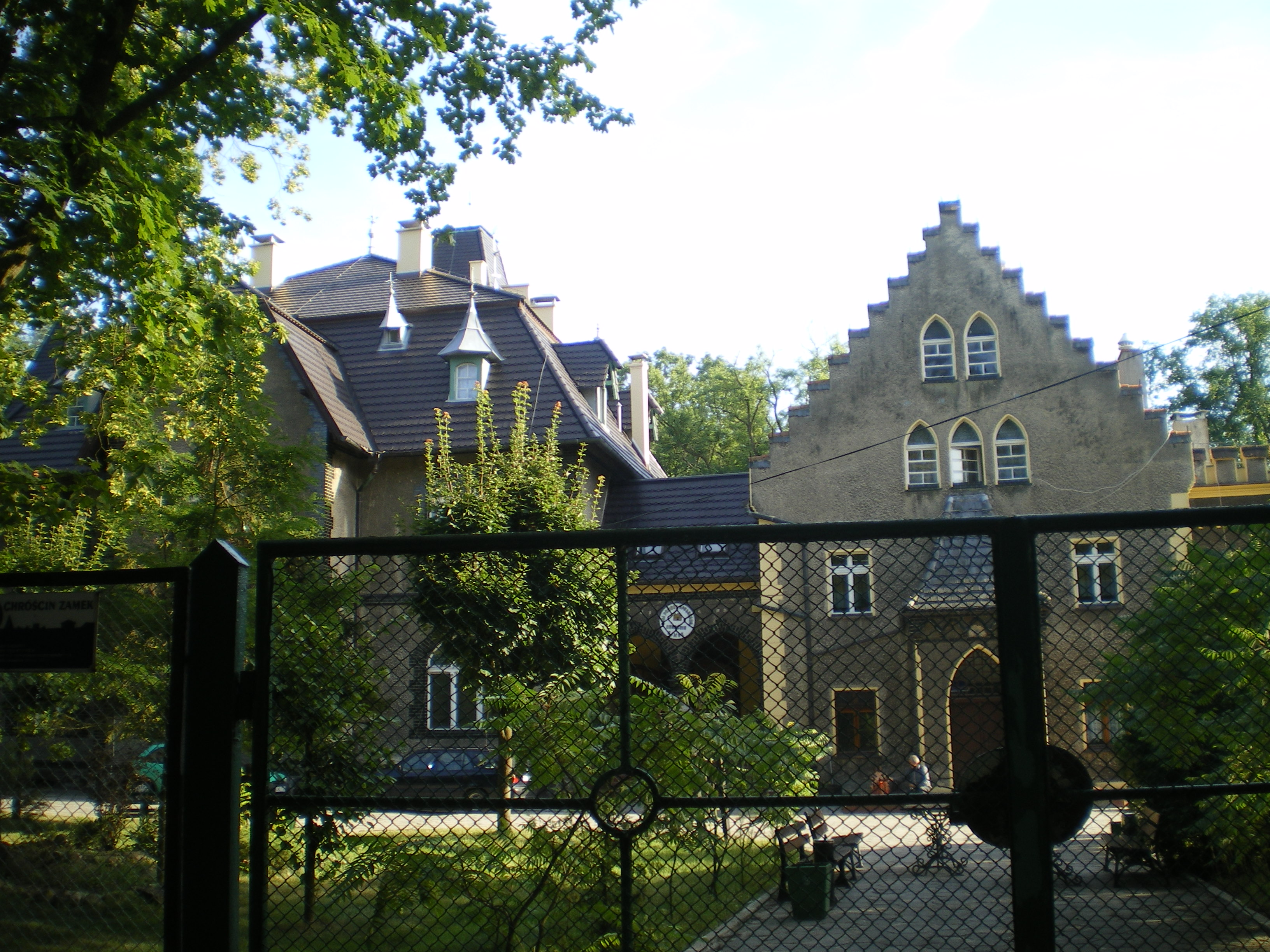
Хрустин. Палац Лопухіних. Вигляд з прилеглої сторони.

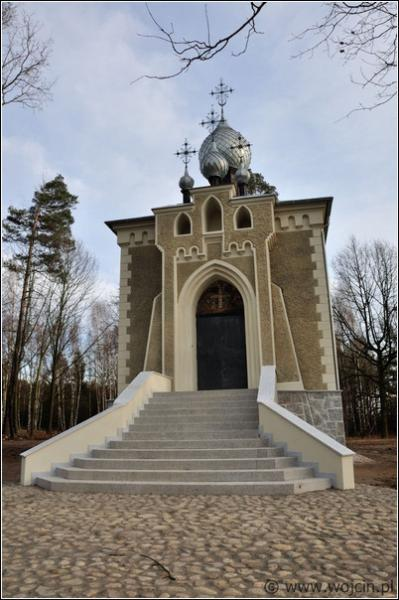
Хрустин. Церква-усипальниця роду Лопухіних.

Іван Лопухін, Тетяна Краснокутська із сестрою

Іван і Тетяна Лопухіни та їхня донька Маргарита з кузиною поміж ними.

Петро Федорович Лопухін (нар.30.12.1805-пом.1869). Указом Урядового Сенату від 13.08.1851 року разом з дітьми занесений у родовідну книгу Київської губернії. Дружина — баронеса Марія, донька генерал-лейтенанта Удома.
- Микола Петрович (нар.1829-пом.1913). Дружина Наталка Іванівна Орлова (нар.1832—пом.1928), донька генерал-лейтенанта, генерал-ад'ютанта, похідного отамана донських козачих полків, власника великого українського маєтку Матусів — Івана Олексійовича Орлова (нар.1795 — пом.1874). У 1858 році володів Андріївкою та Виноградівкою.
  - Микола Миколайович (нар.25.06.1857 -пом.1947) Виховувався у Пажеському корпусі. Служив у Кавалергардському, згодом у лейб-гвардії Кінному полку з 1878 по 1890 р. У 1884 р. вийшов у запас, а у 1890 р. — у відставку з військової служби, одночасно відновивши придворну службу. З 1884 р. — церемоніймейстер, потім обер-церемоніймейстер Імператорського Двору. Після цього був російським аташе у Дармштадті та Мюнхені. Після Жовтневого перевороту 1917 року був змушений покинути Росію, помер у Франції. Дружина — графиня Марія, нар.1879-пом.1916, померла у Златополі, донька графа Миколи Петровича Клейнміхеля та його дружини графині Марії Едуардівни Келер. Незабаром після поховання дружини у 1916 р. Микола Миколайович разом із сином Адріаном виїхали до Бретані[2].
    - Адріан Миколайович (нар.1902-пом.кінець 1980-х, Париж).
    - Георгій Миколайович
    - Микола Миколайович

  - Ольга Миколаївна. Чоловік — барон Митрофан Євгенович Енгельгардт, церемоніймейстер Імператорського Двору.
  - Еліконіда (Леоніда) Миколаївна. Чоловіки: 1. Мачуговський. 2. Олександр Карлович Петерсен. Лейтенант флоту(пом.1908).
  - Іван Миколайович (нар.1862-пом.1942, Флоренція). Володів майоратом в Хрустині, на той час Королівство Пруссія. На час Першої світової війни виїхав з сім'єю спочатку до Києва, а згодом і до маєтку сватів Дервізів в Старожилово. Після Жовтневого перевороту 1917 року емігрував до Франції, згодом в Італію, але навідувався у Польщу. Дружина — з 1890 р. Тетяна, (нар.1872-1885-пом.1938)(Була сестрою милосердя у Білій армії), донька генерал-ад'ютанта військового наказного отамана Донського козачого війська (1874–1881) Миколи Олександровича Краснокутського (нар.1818, — пом.18 березня 1891, Сан-Ремо), який від царя за придушення польсько-литовсько-українського національно-визвольного повстання 1963–1964 рр. проти Російської імперії отримав конфісковані у польських власників маєтки в Хрустині, Болеславці, Кам'янці, В'єв'юрці, Мелешині, Мелешинку, Криворіччі та Мокрську і віддав усе як придане доньці, та його дружини Анни Григорівни (нар.23 березня 1848, Одеса — пом.13 липня 1952, Вроцлав), до шлюбу княжни Голіциної, мати якої — Єлизавета Іванівна, до шлюбу Жеванова (нар.24 жовтня 1818 — пом.27 січня 1860, Вісбаден) — народилася в Єлисаветграді. В Хрустині завершив розпочате тестем будівництво Хрустинського замку, який у 1922 році продав уряду Польщі.[3] У родині Теофіли Кемпи, до шлюбу Пілатовської, зберігається родинне фото Лопухіних[4].
    - Тетяна Іванівна (нар.18.12.1890, Київ — пом.31.10.1989 Азоло). Знала вісім іноземних мов, займалась складанням бібліотек. Була сестрою милосердя у Білій армії. Авторка спогадів італійською мовою про життя сім'ї під час Першої світової війни та Жовтневого перевороту 1917 року. У шлюбі не була.
    - Маргарита Іванівна (нар.24.10.1895, Флоренція — пом.21.10.1978 Азоло). Під час Жовтневого перевороту 1917 року слідом за чоловіком гвардійцем В. фон Дервізом пішла сестрою милосердя до Білої армії, брала участь у боях і разом потрапила до Галліполі, потім до Італії. Чоловіки: 1. (з 1913 р.) Володимир фон Дервіз, офіцер Лейб-гвардії Кірасирського полку. Загинув у рядах Білої армії. 2. Георгій Олександрович Турчанов. 3. Іван Володимирович Степанов.
    - Георгій Іванович (нар.23.02.1892, Рим — пом.10.05.1964 Брест-Куявський). Гвардійський кавалерійский ротмістр, учасник Першої світової війни, представник Російської військової комісії в Італії (1917—1918). Потім у еміграції у Польщі. В останні роки працював керівником сушарні кави фірми «Бом» в Бресті-Куявському, де сім'я мала будинок. Дружина — з 1916 р., Марія, (нар.03.10.1895 Петербург — пом.16.11.1945 Брест-Куявський, донька Григорія Олексійовича Давидова та його дружини Марії Катеніної.
      - Андрій Георгійович (нар.18.01.1918, Мілан — пом.06.01.1943 Брест-Куявський). Дружина — Казимира Тесельська (нар.18.02.1928).
        - Георгій Андрійович (нар.18.02.1928 Цепліце-Сьлонські-Здруй). Дружина: Данута Урбанська (нар.31.03.1947 Брест-Куявський).
          - Георгій Георгійович (нар.10.09.1969 Брест-Куявський). Дружина — Анна Бромонт (нар.1969 Брест-Куявський).
            - Павлина Норбертівна (Георгіївна) (нар.1989 Брест-Куявський).
            - Моніка Норбертівна (Георгіївна) (нар.1991 Брест-Куявський).

          - Ольга (Марія) Георгіївна (нар.22.12.1979 Варшава)
          - Алан(Андрій) Георгійович (нар.25.06.1986 Влоцлавек)

        - Марія (Іоланта) Андріївна (нар.06.12.1948 Брест-Куявський). Закінчила гімназію та Варшавський університет. Інженер-хімік. З другим чоловіком виїхала у Швецію, проектує та будує очисні споруди. Чоловіки: 1. Лех Рипінські(нар.1949). Розлучені. 2. Кент Ольсон (нар.1947). Розлучені у Стокгольмі.
        - Єлизавета Андріївна (нар.02.12.1950 Брест-Куявський). Мешкає у Варшаві, тримає з чоловіком винний магазин та бар. Чоловік: Ришард Червінські (нар.21.08.1951 Влоцлавек).

      - Георгій Георгійович (нар.04.08.1922, майорат Хрустин — пом.30.12.1990 Сопот). Дружина: Крістіна Мерошевська. (нар.24.07.1917 Краків).
      - Тетяна Георгіївна(нар.25.01.1920, Рим). Пізніше жила у Польщі, недовго працювала в Німеччині. У 1945 р. була арештована НКВС через донос і кілька тижнів провела у штрафній роті радянських військ. Потім повернулась додому, училась, працювала. Дітей нема. Проживала у Варшаві. Чоловіки: 1. Павло-Тадеуш Ватта-Скшидлевський (нар.25.05.1922, Познань — пом.жовтень1974). Розлучені в 1960 р. 2. Володимир Артурович Гаак. (нар.20.10.1904, Дембіца — пом.03.01.1991, Варшава).

    - Микита Іванович (нар.1902, Бреслау — пом.22.09.1967 Страсбург). Дружина: Маргарита Гретель (нар.1903)

  - Світлана Миколаївна. Чоловік — барон Павло Олександрович Гревський. (нар.10.06.1858). Церемоніймейстер Імператорського Двору.
  - Маргарита Миколаївна. Чоловік — Юрій Львович Давидов (нар.1876-пом.16.04.1965).
- Анна Петрівна (пом.07.10.1910 Царське село). Чоловік Микола Васильович Ісаков — генерал від інфантерії, генерал-ад'ютант Імператора Олександра II.

М.Лопухіна Матусів. Прийом батьками священика Агафона.

М.Лопухіна Матусів. Весілля М. А. Лопухіної та Л. О. Давидова.

Адріан Федорович Лопухін (нар.22.01.1805—пом.04.09.1872 Страсбург). Майор у 1846 р., записаний у VI частину Дворянської родовідної книги Московської губернії. Щонайменше з початку 1848 року вступив у володіння містом Златопіль, яке до того належало його тещі. Також володів селом Ступичне, яке у 1856 р. продав Київському губернатору генерал-лейтенанту П. І. Гесе. Дружина — баронеса Ілія, донька генерал-лейтенанта Удома.
- Федір Адріанович (нар.30.04.1835—пом.04.06.1865). Штабс-капітан. Похований на Лазарівському цвинтарі у Москві. Дружина Марія Миколаївна.
- Володимир Андріанович (нар.21.04.1840—пом.1876). Дружина Анастасія Григорівна Марківська.
- Адріан Адріанович (нар.1831—пом.09.04.1905, Конкарно). Поручик у 1866 році. Дружина Ольга Іванівна Орлова (нар.1844—пом.1930, Конкарно), донька генерал-лейтенанта, генерал-ад'ютанта, похідного отамана донських козачих полків, власника великого українського маєтку Матусів — Івана Олексійовича Орлова (нар.1795 — пом.1874)
  - Юлія. Чоловік Жорж Куртен.
  - Маріамна (нар.1871—пом.03.03.1961, Конкарно). Чоловік Лев Олексійович Давидов(нар.1868 — пом.1935).
  - Варвара (нар.20 вересня 1873 року — пом.1890, Матусів).
  - Ольга (нар.1878—пом.18.06.1970), Париж). Перший чоловік М'ятлів, другий — Калабухін.
    - Олена Левівна Давидова (нар.1902).
      - Ірина (нар.1918) Лапа-Старгенетська.
- Микола Адріанович (нар.1850). Служив у 5-му гусарському Олександрійському полку. Дружина Ольга Михайлівна Сльозкіна.
- Софія Адріанівна (нар.1833)[5].
- Дарія Адріанівна (нар.23.01.1838)[6].
- Юлія Адріанівна (нар.1847).

Дворянські гілки роду Лопухіних занесені до VI частини родовідної книги губ. Володимирській, Київської, Московської, Новгородської, Орловської, Тверської, Тульської і Псковської (Гербовника III, 6 і IV, 6).